# Cenolia trichoptera
Cenolia trichoptera – gatunek lilowca w typie szkarłupni (Echinodermata), występuje w wodach u wybrzeży Australii i Tasmanii.  

## Biotop
Zasiedla rafy koralowe do głębokości około 35 m, przytwierdzając się do skał i korali przy pomocy wyrostków zwanych cirrusami.  

## Morfologia

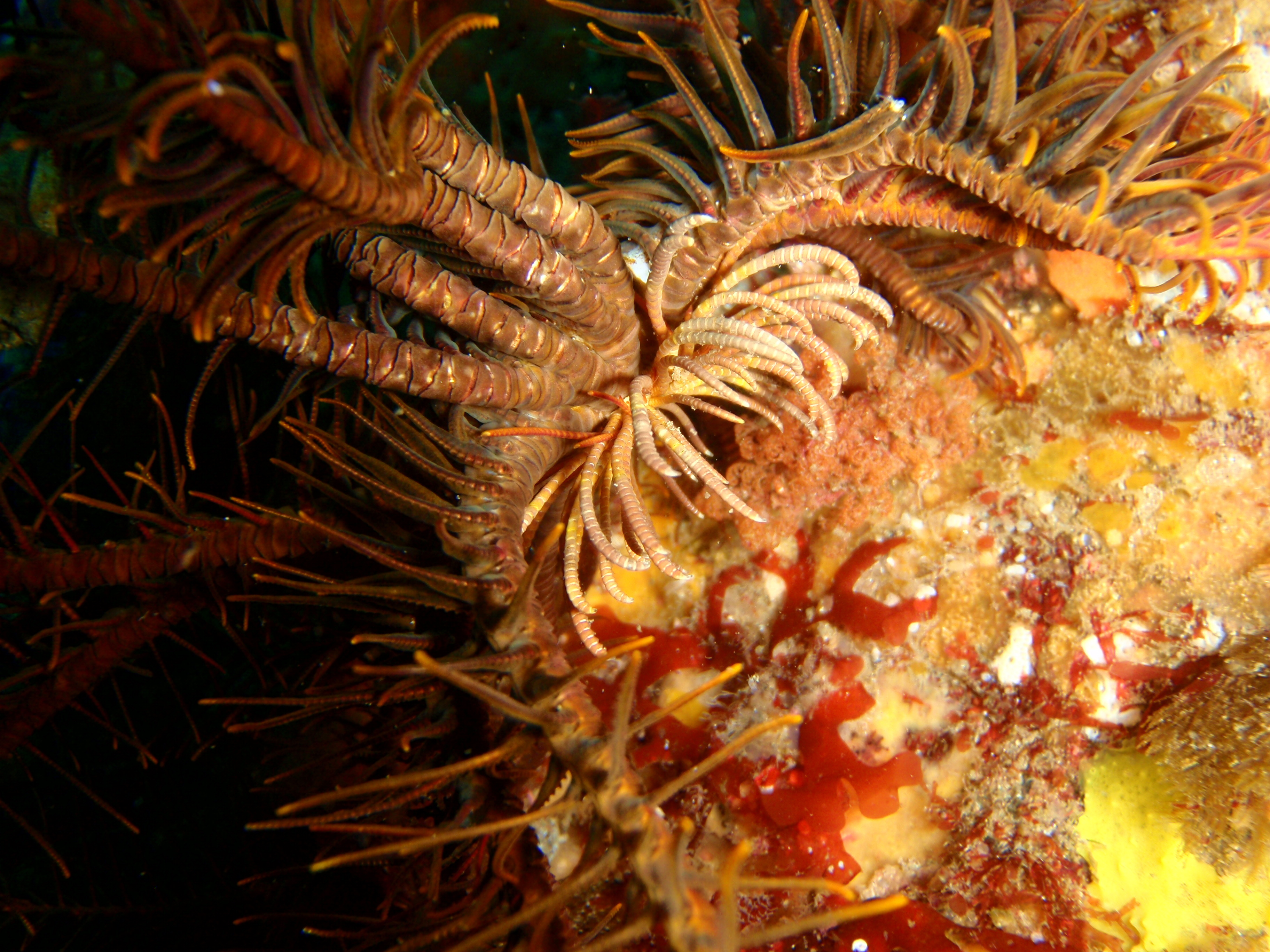
Rurkowate nóżki Cenolia trichoptera

Osiąga do 30 cm rozpiętości. Zbudowany jest z pierzastych ramion i małego, centralnie umieszczonego ciała oraz rurkowatych nóżek, pokrytych lepkim śluzem. Ciało zazwyczaj o ubarwieniu pomarańczowym, ale często także purpurowe, żółte, białe lub brunatne (lub w kombinacji tych kolorów).

## Ekologia i zachowanie
Żeruje głównie w nocy, rozpościerając pierzaste ramiona do prądów morskich, by wychwytywać cząstki pokarmowe dryfujące w wodzie. W dzień zwija się by uniknąć ataku drapieżników. Przyklejony do nich pokarm, jest transportowany wzdłuż specjalnej bruzdy pokarmowej bezpośrednio do otworu gębowego.  
Rozród następuje poprzez uwolnienie jaj i plemników do wody. Z zapłodnionych jaj lęgną się planktonowe larwy. 